# Frédéric de Bavière
Frédéric (1339 – 4 décembre 1393), dit « le Sage » (der Weise), est duc de Bavière de 1375 à sa mort. Deuxième fils d'Étienne II de Bavière et d'Élisabeth de Sicile, il règne d'abord sur la Basse-Bavière conjointement avec ses deux frères Étienne III et Jean II. En 1392, les frères procèdent à un partage de leurs possessions, et Frédéric devient duc de Bavière-Landshut, la partie la plus riche du duché.
En 1360, Frédéric épouse Anne de Neuffen, fille de Berthold VII de Neuffen, dont :
- Élisabeth (1361-1382), épouse Marco Visconti, seigneur de Parme

Le 2 septembre 1381, il se remarie avec Maddalena Visconti, fille de Barnabé Visconti et de Reine della Scala, dont :
- Henri XVI (1386-1450)
- Jean (mort jeune)
- Élisabeth (1383 – 13 novembre 1442), épouse Frédéric Ier de Brandebourg
- Marguerite (morte jeune)
- Madeleine (1388-1410), épouse en 1404 Jean Meinhard VII de Görtz